# Samuel Gridley Howe
Samuel Gridley Howe, född 10 november 1801 i Boston, Massachusetts, död 9 januari 1876 i samma stad, var en amerikansk blindpedagog. Han var make till Julia Ward Howe och far till Henry Marion Howe, Laura Elizabeth Howe, Maud Howe Elliott och Florence Hall.
Howe upprättade efter föregående studier i Europa grundade han Perkins blindinstitut i Boston, vilket han förestod fram till sin död. Howe var grundare av USA:s blindunder och gjorde sig dessutom känd för sitt framgångsrika arbete att undervisa den dövblinda Laura Bridgman.